# Érdi Bálint
Érdi Bálint (Esztergom, 1945. március 30. –) magyar csillagász, az égi mechanika kutatója, egyetemi tanár, az ELTE Természettudományi Kar (ELTE TTK) Csillagászati Tanszékének korábbi tanszékvezetője.

## Életpálya
1968-ban szerzett matematika-fizika tanári és csillagász diplomát az Eötvös Loránd Tudományegyetemen (ELTE). Bent maradt oktatónak és kutatónak az ELTE TTK Csillagászati tanszékén tanársegédi beosztásban, 1975-84 közt adjunktusként, 1984 után docensként működött. Oktatási, kutatási területe az égi mechanika. Kopernikusz-ösztöndíjjal Lengyelországban volt tapasztalatcserén 1973-ban, 1980-ban pedig Fulbright-ösztöndíjjal az Amerikai Egyesült Államokban járt. Az ELTE Fizika Doktori Iskolájának alapító törzstagja, 17 doktorandusz témavezetője, közülük 10 fő szerzett tudományos fokozatot. Az MTA Csillagászati és Űrfizikai Tudományos Bizottságának, valamint a Nemzetközi Csillagászati Unió Égimechanikai Bizottságának tagja. 1997-ben Széchenyi professzori ösztöndíjban részesült.

## Családja
Érdi Sándor és Tóth Julianna házasságából született. 1969-ben nősült, felesége Bartai Ariadne, három felnőtt gyermekük van.

## Kutatási területei
Égi mechanika. Bolygórendszerek dinamikája. Egyetemi előadásai az égi mechanika hagyományos területei (pálya- és perturbációszámítás, háromtest-probléma) mellett bemutatják annak modern irányait is (káoszelmélet). Foglalkozott égitestek dinamikai problémáival (trójai kisbolygók mozgáselmélete, a Neptunuszon túli rezonáns objektumok, exobolygórendszerek lakhatósági zónáinak stabilitása), és elméleti kérdésekkel (háromtest-probléma regularizálása, szimplektikus leképezések, káosz-detektálási módszerek).
1974-től dolgozott együtt Szebehely Győzővel, "dinamikus csillagászat" témában, közös MTA-NSF kutatási programjuk volt az 1980-as években.

## Tudományos fokozatai
- 1981-ben a fizikai tudományok[1] (csillagászat) kandidátusa[4]
- 1998-ban szerezte meg MTA-doktori (DSc) címét.[4]

## Publikációs és szerkesztői tevékenysége
1974–2013 közt 59 tudományos közlemény szerzője vagy társszerzője, továbbá számos egyetemi jegyzet, jegyzetfejezet írója. A Celestial Mechanics and Dynamical Astronomy című folyóirat szerkesztőbizottsági tagja.
- Publikációi az MTMT-ben

## Elismerései
- 1979-ben Fulbright-Hays ösztöndíjas, ösztöndíjas idejét a Texasi Egyetem (Austin) Űrmérnöki Intézetben töltötte.[3]
- Számos alkalommal kapta meg az ELTE Természettudományi Karának Kar kiváló oktatója címét.
- A Nemzetközi Csillagászati Unió a 241363 Érdibálint kisbolygót róla nevezte el.[3]
- A Magyar Érdemrend tisztikeresztje (2015)[7]